# Balalajka
En balalajka (ryska: балала́йка), även balalaika, är ett ryskt stränginstrument med trekantig resonanskropp och tre strängar, varav två är stämda i samma tonhöjd. Den vanligaste stämningen är e1-e1-a1, där en metallsträng är stämd i a1 (440Hz) medan två nylonsträngar i samma dimension är stämda i e1 (329,6 Hz). Strängarna på den vanligaste "Primbalalajkan" spelas med höger pekfinger medan de större balalajkorna ofta spelas med plektrum, . Balalajkan har lång hals med band och finns i flera olika storlekar: piccolo, diskant, prim, sekund, alt, bas och kontrabas. Primbalalajkan är bara 600–700 mm, medan kontrabasbalalajkan är hela 1,7 m. Balalajkan har genom åren blivit en symbol för Ryssland.

## Beskrivning
Balalajkans kropp limmas ihop av 6-7 separata trästycken, och dess huvud är lätt båkåtböjt som på en gitarr. Idag har de oftast 2 nylon- eller carbonsträngar i tonen E, och en metallsträng i tonen A. Men tidigare kunde de ha 3 stålsträngar, eller 2 strängar av djursenor och en av stål. Till skillnad från dagens balalajkor, som brukar ha mellan 16 och 31 metallband, hade balalajkorna före 1800-talet bara mellan 5 och 7 knutna band runt halsen. 
Balalajkan låter klangfullt, men mjukt. De vanligaste spelsätten på balalajka är: brjatsanije, pizzicato, dubbel pizzicato, vibrato, tremolo, samt olika speltekniker från gitarren.
Balalajkan är ett vanligt förekommande musikinstrument, som studeras i akademiska musikskolor i Ryssland, Vitryssland, Ukraina, Kazakstan, och till och med på musikhögskolan i Piteå. Undervisningstiden för balalajka är 5-7 år för barn (beroende på ålder), 4 år på mellanstadiet och 4-5 år på musikhögskolan.

## Olika typer
I den moderna ryska folkmusikorkestern används vanligtvis 5 olika balalajkatyper: prim, sekund, alt, bas och kontrabasbalalajkor. Piccolobalalajkor förekommer mer sällan. Endast primbalalajkan spelar solo, de andra utgör orkestern. Sekund- och altbalalajkorna ackompanjerar, och bas- samt kontrabas-balalajkorna spelar bas. Till skillnad från folkbalalajkorna som brukar ha 2, 3, 4, eller till och med 6 strängar, är 3 strängar standard för balalajkor i den moderna ryska folkmusikorkestern. Det möjliggör olika speltekniker som dock inte kan användas av folkbalalajkor med fler än 3 strängar, till exempel. pizzicato. De sista decennierna har även olika storlekar på primbalalajkan tillkommit, som 3/4 och 1/2, som är mindre varianter av primbalalajkan, specialtillverkade för barn och yngre studenter vid musikskolorna (precis som av gitarrer).

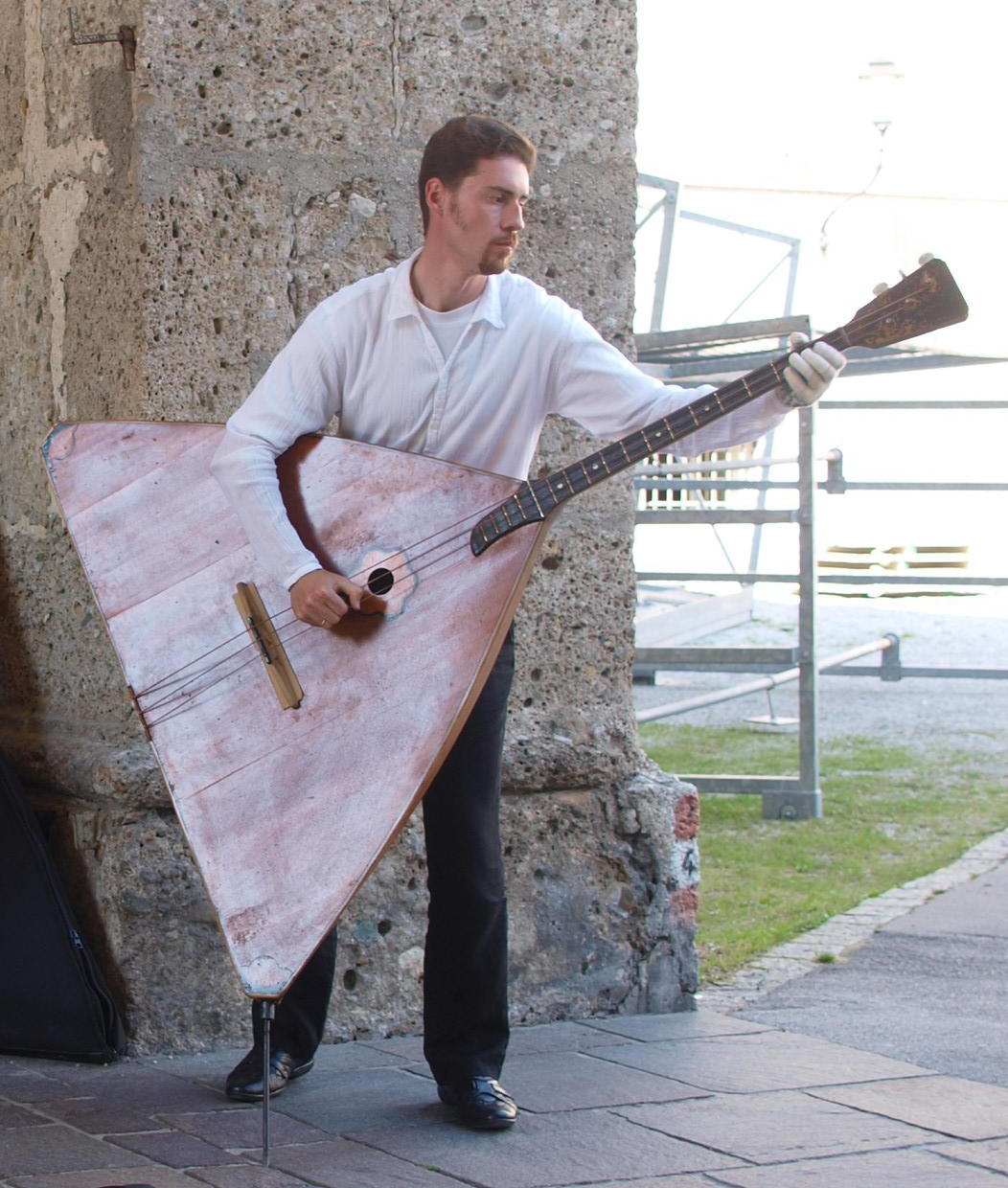
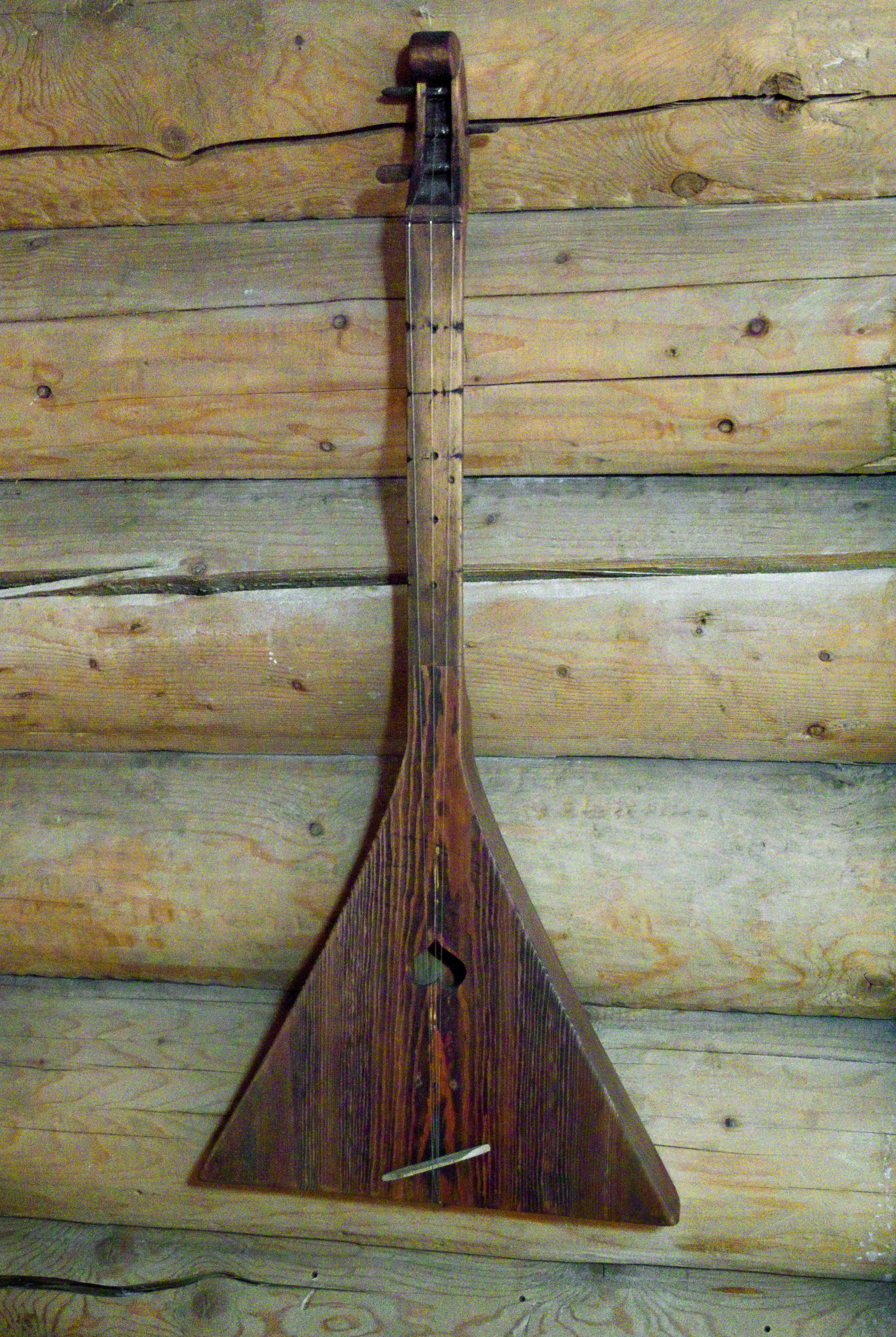
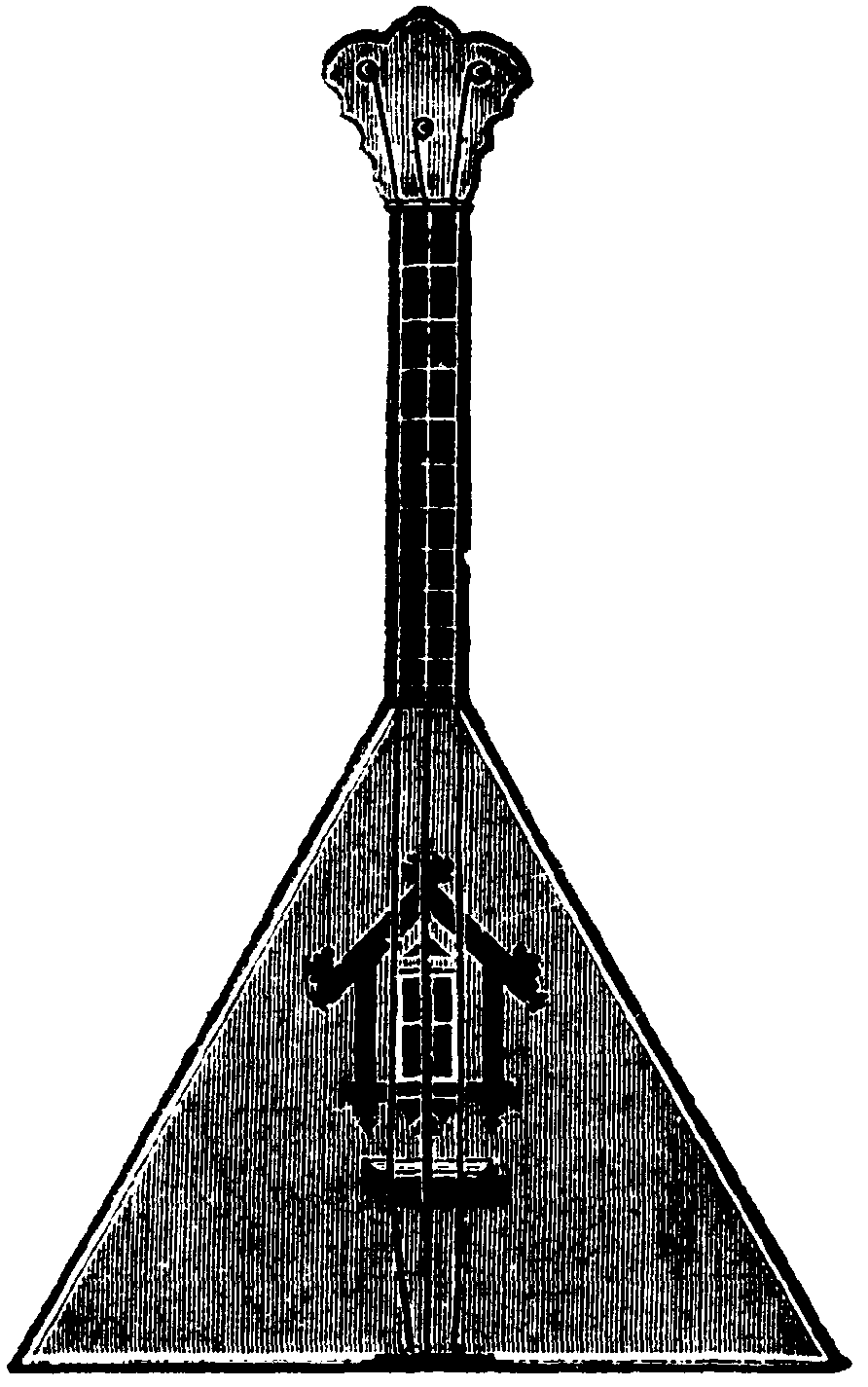

## Stämning
Innan adelsmannen Vasilij Andrejev kom på den nuvarande stämningen hade balalajkan ingen fastställd stämning. Varje balalajkaspelare stämde sin balalajka på sitt eget vis, eller enligt gällande tradition i hans hembygd.
Den stämning adelsmannen V. Andrejev införde (två strängar stämda unisont och den första strängen stämd en kvart  högre), kallas idag för den akademiska. Dels för att den används av professionella balalajkaspelare, men också för att det finns en annan stämning som var populär under Andrejevs tid; den folkliga stämningen (första strängen – "g1", andra – "e1", tredje – "c1"). Det är lättare att spela treklanger med den stämningen, men nackdelen är att det inte går att spela på öppna strängar.
Utöver dessa två stämningar, finns det även olika traditionella och regionala stämningar. Enligt olika källor är antalet sällsynta lokala varianter drygt 20. En annan populär stämning idag, är en "gitarrliknande" stämning (första – "g1", andra – "b1", tredje – "d1). Den kallas så för att balalajkan stäms i samma ton som på en rysk sjusträngad gitarrs tre första strängar, men en oktav högre. Det blir då lättare för dem som är vana vid att spela sjusträngad gitarr att spela balalajka, men samtidigt blir det svårt att spela folkvisor och omöjligt att spela i den "akademiska" stilen. Därför har gitarrstämningen på senare tid blivit betydligt mindre populär och används aldrig av musiker vid scenframträdande.
Domran stäms i princip "e1", "a1", "d1), En sådan stämning används också av oprofessionella balalajkaspelare; den är precis som gitarrstämningen speciellt stämd för att underlätta för musiker med erfarenheter av andra instrument att snabbt börja spela balalajka.
| Typ          | Stämning   |  |
| Piccolo      | b2, e2, a2 |  |
| Prim         | e1, e1, a1 |  |
| Sekund       | a, a, d    |  |
| Alt          | e, e, a,   |  |
| Bas          | E, A, d    |  |
| Kontrabas    | E1, A1, D  |  |
| Subkontrabas | ?          |  |

## Historia
Balalajkan sägs vara släkt med domran och kirgisiska instrumentet dombyra. Många historiker anser också att både balalajkan och domran har utvecklats från dombyran.
Det första skriftliga omnämnandet av balalajkan finns i ett dokument från 13 juni 1688 Minnen från streltserhäktet till Lillryska häktet (på ryska: Память из Стрелецкого приказа в Малороссийский приказ Pamjat iz Streletskogo prikaza v Malorossijskij prikaz), som bland annat nämner en händelse i Moskva, då två spelmän åtalades för att ha stört ordningen med sitt balalajkaspelande: 
| ” | Till häktet fördes stadsbon Savka Fjodorov, Seleznjevs son, samt bonden Ivasjko Dmitrijev från Sjenkursk med en balalajka, för att de hade åkt på en kärra genom Jauskijporten och spelat och sjungit kränkande visor om vakterna där. | „ |

En balalajka omnämns även i oktober 1700, i samband med ett slagsmål som inträffade i Verchotursk:
| ” | Enligt vittnesmål från kuskarna, bröderna Pronjka och Alexej Bajanov, blev vojvoden K. Kozlov och hans hovman jagade av dennes gårdskarl Ivan Pashkov som slog dem med sin balalajka. | „ |

Nästa skriftliga källa som omnämner en balalajka är i ett register, undertecknat av Peter den store: i Sankt Petersburg 1714 under firandet av furstepåven Nikita Zotovs gyckelbröllop bar den utklädda hopen på fyra balalajkor, utöver övriga instrument.
Jacob von Staehlin sade om Peter den store:
| ” | att ända från späd ålder fick han inte tillfälle att höra annat än det primitiva ljudet från trummor, fältflöjter och balalajkor... | „ |

I slutet av 1700-talet började ordet balalajka även förekomma i den fina litteraturen. Det påträffas till exempel i Vasilij Majkovs poem Jelisej, år 1771, sång 1: "stäm en gudok eller balalajka åt mig".
På ukrainska förekommer ordet balalajka för första gången i dagboksanteckningar i början av 1700-talet, där det berättas om en tatar som spelade på en balabajka. Denna form av ordet kan man ibland även märka i andra sydligare dialekter av ryskan.  
De första balalajkorna var mycket primitiva. På 1880-talet rekonstruerades och förbättrades instrumentet av musikforskaren och kompositören Vasilij Andrejev. Tillsammans med sju andra musikentusiaster grundade han den första balalajkaorkestern 1887. Deras första konsert ägde rum i Sankt Petersburg den 18 mars 1888.
I det moderna Ryssland har balalajkan fått en mycket framträdande plats och blivit ett nationalinstrument.

## Balalajkans delar
| Delarna på en Balalajka. | De olika delarna på balalajkan: 1. Huvud 2. Stämskruvar 3. Sadel 4. Hals 5. Greppband (placerade i positioner motsvarande lämpliga toner) 6. Strängar 7. Resonanshål 8. Stall 9. Kropp 10. Lock på resonanslåda 11. Pekfingerskydd, för att skydda locket från ständig beröring från pekfingret. |  |

## Balalajkan i Sverige
Balalajkan blev känd i Sverige 1914 när den "Storryska orkestern" skapad och ledd av V. Andrejev gav konsert på Baltiska utställningen i Malmö. Därefter började det även bildas svenska balalajkaorkestrar. I slutet av 1970-talet fanns ett tiotal balalajkaorkestrar runtom i Sverige.

### Svenska balalajkaorkestrar
Idag kvarstår omkring 5 balalajkaorkestrar i Sverige. De mest kända är: 
- Södra Bergens Balalaikor[10]

- Balalajkaorkestern Kazbek [11]

- Gotlands Balalajkaorkester [12]

- Silijansbygdens balalajkor [13]

- Bråvikens balalajkor

## Etymologi

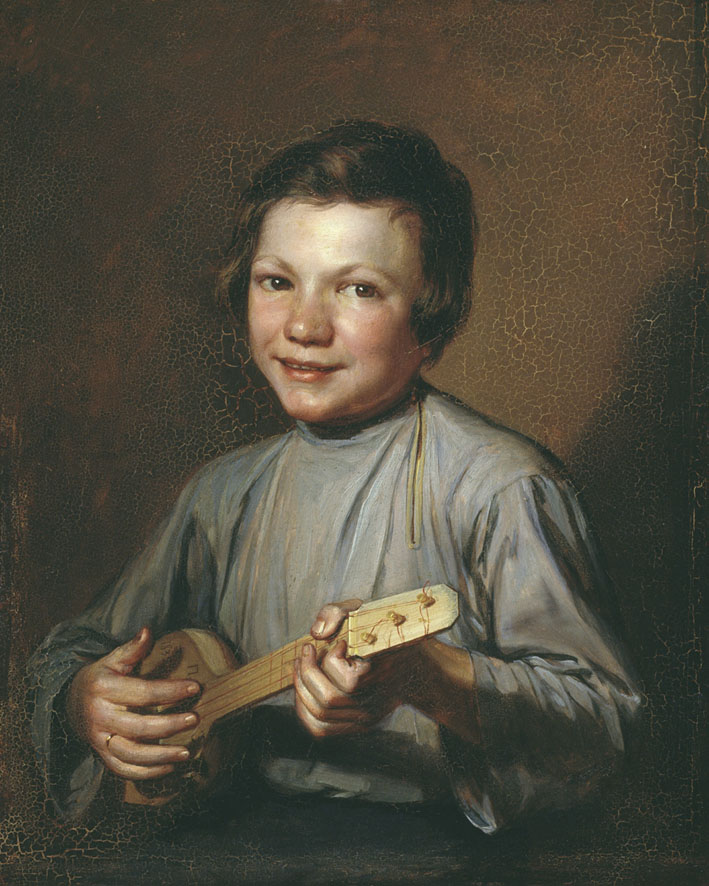
Petr Zabolotskij. Pojken med balalajkan (1835).
Det sägs att balalajkan ursprungligen var rund till formen, precis som domran idag.

Roten i ordet balalajka (tidigare även balabajka) har länge intresserat språkforskare. Det finns något typiskt folkligt i det, som förmedlar spelkaraktären. Ordet kan enligt vissa forskare kopplas samman med andra ryska ord som balakat (балакать), balabonit (балабонить), balabolit (балаболить) och balagurit (балагурить), som alla betyder att tala om något oväsentligt, att pladdra. Enligt andra har det bildats till rumänskans balalai ('göra något med svängande handrörelser'). Alternativt kommer ordet från ett turkiskt språk, och ordet har i ryskan sedan kopplats till ett ord som betyder 'litet barn'.

## Balalajka som soloinstrument
Förut användes balalajkan framför allt för att ackompanjera sång, eller i samspel med andra folkinstrument. Att spela solo förekom inte så ofta innan adelsmannen V. Andrejev populariserade balalajkan. Idag används ofta prim-balalajkan som ett soloinstrument, till exempel balalajkaspelaren Alexej Archipovsky (som är känd för sina soloframträdanden) var inbjuden att spela på invigningen av Eurovision 2009 i Moskva, eftersom arrangörerna ville ge tävlingen en ryskare prägel.

## Användning av namnet
- Balalajkan omnämns i den judiska folksången "Tumbalalaika".

- År 1989 släppte gitarrbyggarfirman Kramer Guitars en "Electric Balalaika" (elbalalajka): the Kramer Gorky Park. Ett intressant faktum var att den släpptes strax före Berlinmurens och Sovjetunionens fall. I själva verket var det bara en vanlig elgitarr som byggdes i triangulär form, och den var mer lik Gibson Flying V än det ursprungliga instrumentet.

- Balalajkan nämns också i powerballaden "Wind of Change", av tyska heavy metal-bandet Scorpions.

- Sovjetiska jaktplanet MiG-21 har smeknamnet balalajka, på grund av vingarnas triangulära form.

- Beatles låt "Back in the U.S.S.R." (1968) nämner instrumentet i sista versen "Let me hear your balalaikas ringing out/Come and keep your comrade warm"[15]

- Balalajkan är en operett av George Posford, Bernhard Grün och Robert Stolz med text av Eric Maschwitz, uruppförd i Göteborg 1938 och i Stockholm 1939.[16]

- Balalajkan sjunger är en sång med text av Sven-Olof Sandberg, skriven 1928 och inspelad på skiva bland annat av honom själv.

- En av de inofficiella slogans som användes av Jewish Defense League var "Bombs for balalaikas".

- Amerikanska alternativ rock-bandet Firewaters sjunde låt på albumet "Get off the Cross, We Need the Wood for the Fire" heter "Balalaika".

MiG-21

## Kända balalajkaspelare
- Alex Siniavsky (USA)
- Vasilij V. Andrejev
- Aleksej Arkhipovskij
- Dmitrij Belinskij
- Micha Tcherkassky (Frankrike)
- Natalja Ivanova (Sverige)
- Nicolas Kedroff (Frankrike)
- Nikolaj Vyaz’min
- Valeyj Jel’tjik
- Semjon Nalimov
- Pavel Necheporenko
- Boris Feoktistov
- Nikolaj Fomin